# Raquel Zimmermann

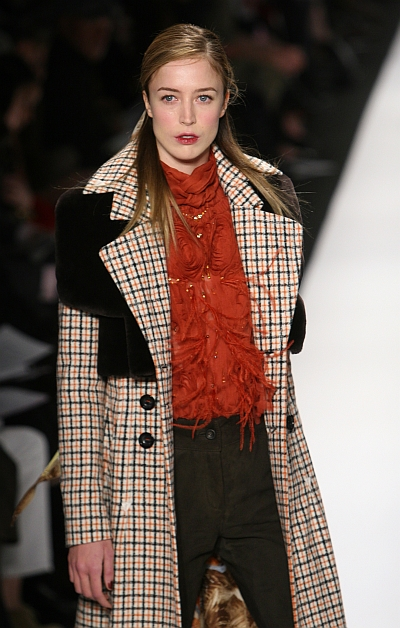
Raquel Zimmermann (2008)

Raquel Zimmermann (* 6. Mai 1983 in Novo Hamburgo, Rio Grande do Sul) ist ein brasilianisches Topmodel.

## Leben
Mit 14 Jahren besuchte sie eine Modelschule. Sie modelte einige Jahre in Japan, bevor Designerlabel wie Gucci oder Christian Dior auf sie aufmerksam wurden. 2002 trat sie das erste Mal bei der Victorias Secret Show auf. Schon zuvor wurde sie von allen großen Designern gebucht. 2005 und 2006 wurde sie von Victorias Secret erneut gebucht und war seitdem auf vielen Titelseiten von Vogue und Elle zu sehen.
- 2002: Victoria’s Secret Fashion Show
- 2005: TV-Serie Bellíssima
- 2005: Victoria’s Secret Fashion Show
- 2006: Victoria’s Secret Fashion Show
- 2006: Werbespot für die Viktor & Rolf Modekollektion für H&M
- 2006: Coverfotos für ELLE und Vogue

2006 modelte Zimmermann für H&M in einer Modekollektion, die die niederländischen Avantgarde-Designer Viktor & Rolf entworfen hatten. Sie drehte mit den beiden einen Werbespot, in dem sie ein langes Hochzeitskleid trägt. Sie wirkte bei Kampagnen für Escada, Bobby Brown Cosmetics, Cerruti, Armani, Valentino und Versace mit.
Ihre Agenturen: Storm Models, Riccardo Gay Mailand, Succes Brasilien, DNA Modelmanagement, Viva Models Paris und Why not Model Agentur.